# نادي الخبراء
نادي الخبراء السعودي هو أحد الأندية الرياضية المتميزة في مدينة الخبراء بمنطقة القصيم، تأسس في عام 1402 هـ . يترأس مجلس إدارته سعادة الأستاذ / عبد الله بن محمد الحديثي منذ عام 1441هـ وحتى الآن.